# Ольшево (озеро)
Ольшево — проточное озеро в Вышневолоцком городском округе Тверской области России, находится в 18 км к северо-востоку от Вышнего Волочка, к юго-востоку от озера Пудоро, принадлежит бассейну Мсты. Впадает протока, идущая от озера Ветрино. Вытекает также протока, ведущая в озеро Почаево.
Площадь озера Ольшево — 1,5 км², длина 2,5 км, ширина в северной части доходит до 1,1 км. Высота над уровнем моря — 162,2 метра, наибольшая глубина — 3 метра.
Озеро имеет вытянутую форму. Имеется остров в северной части. Берега озера пологие. Пляжные места чередуются с сосновыми перелесками, распаханными полями, на юге местами берега заболочены. На западном берегу озера расположена деревня Дудиха, на северо-западном — садовые хозяйства. Автомобильная трасса 28К-0034 (Вышний Волочёк - Бежецк - Сонково) проходит к югу от водоёма.
Код водного объекта в государственном водном реестре — 01040200211102000021023.